# Chiesa di Santa Maria Assunta (Vigolo)
La chiesa di Santa Maria Assunta è il principale luogo di culto cattolico di Vigolo in provincia e diocesi di Bergamo; fa parte del vicariato di Predore.

## Storia
Una chiesa intitolata alla Madonna Assunta era presente nel XV secolo nella località di Vigolo, e dall'11 aprile 1480 iniziò lo smembramento dalla parrocchiale di Tavernola, passaggio che fu concluso dal vescovo Gerolamo Regazzoni con il decreto del 23 gennaio 1587 che la portò all'autonomia di chiesa parrocchiale.
Una relazione degli ultimi anni del Seicento indica la chiesa molto ammalorata tanto da essere in pericolo di crollo: "così malridotta da minacciare rovina". Per questo motivo fu ordinata dal vescoco Luigi Ruzzini l'edificazione di un nuovo edificio e terminato nel 1718. Lavori di finitura furono eseguiti nel Settecento con l'erezione della torre campanaria, e della posa dell'organo a canne. Entrambi furono restaurati nell'Ottocento, con la consacrazione del campanile dal vescovo Ruzzini nel 1858. L'organo fu invece rivisitato nel 1863 dalla ditta Sgritta di Iseo e successivamente nel 1926 dalla ditta Carlo Marzoli di Varese.
Il 2 giugno 1781 la chiesa fu nuovamente consacrata con l'intitolazione a santa Maria Assunta durante la visita pastorale del vescovo Giovanni Paolo Dolfin.
Negli ultimi anno dell'Ottocento la zona absidale fu rimodernata con nuovi stucchi a opera di Giuseppe Zenoni e dipinta da Giovanni Pezzoli che realizzò l'affresco dell'Assunzione sul coro, il grande crocifisso nel catino absidale, mentre sulla volta l'affresco dellIncoronazione di Maria.
Nel 1929 la chiesa fu ristrutturata su disegno di Luigi Angelini. Nel 1942 fu Tito Poloni a dipinge la cappella del battistero con il Battesimo di Gesù nelle acque del Giorgano. 
Il 10 dicembre 1953 furono posto il nuovo concerto di otto campane in "re b." realizzate dalla ditta Dante d'Adda di Crema dopo che le precedenti erano state requisite durante il secondo conflitto bellico per ricavarne armamenti. Il nuovo concerto fu consacrato dal vescovo Giuseppe Piazzi.
Il vescovo Adriano Bernareggi il 10 dicembre 1947 visitò la parrocchiale consacrando l'altare maggiore e facendo dono delle reliquie dei santi Alessandro di Bergamo e Faustino che furono sigillate nella mensa dell'altare stesso.
Negli ultimi anni del Novecento la chiesa fu oggetto di lavori di manutenzione e ammodernamento con nuovi impianti elettrici e di riscaldamento. Il 27 maggio 1979, con decreto del vescovo di Bergamo Giulio Oggioni la chiesa fu inserita nel vicariato locale di Predore.

## Descrizione

### Esterno
L'edificio di culto è collocato nell'antico borgo cittadino con la facciata a est preceduto dal sagrato che lo circonda di modeste dimensioni. Il sagrato è accessibile da due rampe di scale. La facciata si compone su tre ordini ed è tripartita da lesene. La parte inferiore è preceduta da un piccolo portico con tre archi poggianti su colonne in arenaria complete di zoccolatura. Questo ha la copertura in coppi a tre falde e presenta l'ingresso principale della chiesa.
Il primo ordine termina con una cornice marcapiano con copertura a coppi. La seconda sezione, di misura inferiore, ha lesene complete di capitelli tusconiani che reggono il frontone con timpano triangolare. Nell'ordine centrale vi è una finestra rettangolare atta a illuminar e l'aula e laterali due nicchie con cornice sagomate che accolgono le statue di sant'Alessandro di Bergamo e Faustino. Anche il lato sud dell'edificio è preceduto da un portico con involto a crociera il cui vano superiore ospita il mantice dell'organo a canne interno alla chiesa.

### Interno
L'interno è a navata unica con la bussola lignea a due ante sulla controfacciata. L'aula è divisa da in quattro campate da lesene in stucco lucido a finto marmo complete di basamento e capitelli d'ordine corinzio che reggono la trabeazione con fregio e i cornicione che percorre tutta l'aula non praticabile, da dove s'imposta la volta a botte. Due finestre che illuminano l'aula sono poste sopra il cornicione con strombatura che si raccorda con la volta.
La zona del presbiterio anticipata dall'arco trionfale e rialzata da due gradini, è delimitata da balaustre in marmo. La zona ha volta a botte con due finte finestre e termina con il coro a pianta semicircolare. L'altare maggiore è opera di scuola fantoniana in marmo nero di Orezzo con intarsi policromi. Il coro ligneo completo di diciannove stalli con schienali decorati e divisi da paraste terminante sul grande dipinto dell'Assunzione. La chiesa conserva una tela di Antonio Cifrondi.